# Little Rock Central High School
Little Rock Central High School (LRCHS) je akreditovaná komplexní veřejná střední škola ve městě Little Rock v americkém státě Arkansas. Vybudována byla v novogotickém stylu v roce 1927 za 1,5 milionu amerických dolarů. V té době byla označována za nejdražší, nejkrásnější a největší střední školu v zemi. Před vchodem jsou sochy čtyř postav, které představují ambice, osobnost, příležitosti a přípravu. Kampus školy se rozkládá na 7,3 ha. Mezi absolventy školy patří například violoncellistka Charlotte Moorman, romanopisec Dee Brown, klavírista Walter Norris či politik Mark Pryor.